# Chandpur S.
Chandpur S. är ett underdistrikt i Bangladesh. Det ligger i den centrala delen av landet, 60 km söder om huvudstaden Dhaka.
Trakten runt Chandpur S. består huvudsakligen av våtmarker. Runt Chandpur S. är det mycket tätbefolkat, med 2 261 invånare per kvadratkilometer.